# Blathmin O'Brien
Blathmin O'Brien nebo také Blathmin Ní Briain či Blathmin Ua Briain (12. století) byla irská princezna a krátce také norská královna, manželka Sigurda I.

## Život
Blathmin byla dcerou Muircheartacha Ua Briaina, v té době hlavního krále Irska a vládce Dublinu. Magnus III. Norský, Sigurdův otec, vyjednal s irským vládcem spojenectví založené na sňatku Muircheartachovy dcery se Sigurdem. Nicméně o rok později byl Magnus III. v Ulaidu zabit a čtrnáctiletý Sigurd se vrátil do Norska, aby se se svými bratry chopil královské koruny. Svou dětskou nevěstu s sebou nevzal a manželství nejspíš ani nebylo naplněno.